# Diastatops intensa
Diastatops intensa is een libellensoort uit de familie van de korenbouten (Libellulidae), onderorde echte libellen (Anisoptera).
De wetenschappelijke naam Diastatops intensa is voor het eerst geldig gepubliceerd in 1940 door Montgomery.